# Isan
Isan, cũng viết là Isaan, Isarn, Issan hay Esarn; (Isan/tiếng Thái: อีสาน, phiên âm: I-xan) là vùng đông bắc Thái Lan, nằm trên cao nguyên Khorat, có sông Mê Kông phía đông và phía bắc. Phía nam giáp với Campuchia. Về phía tây, ngăn cách Isan với miền Trung Thái Lan là dãy núi Phetchabun.
Nông nghiệp là hoạt động kinh tế chính của khu vực này, nhưng do điều kiện kinh tế xã hội và khí hậu khô cằn, khắc nghiệt hơn các vùng khác của Thái Lan, vùng Đông Bắc cũng là vùng nghèo nhất Thái Lan.
Ngôn ngữ chính của vùng này là tiếng Lào (được gọi chính thức là tiếng Isan vì lý do chính trị) nhưng tiếng Thái cũng được mọi người sử dụng. Ở gần biên giới Campuchia thì dân chúng nói tiếng Khmer. Phần lớn dân Isan có liên hệ với người Lào.
Văn hóa Isan có nhạc dân gian mó lam (tiếng Thái: หมอลำ), Muay Thai, đá gà và ẩm thực Isan, trong đó có xôi (tiếng Thái: ข้าวเหนียว, phiên âm: khao niu) và gỏi đu đủ. Người dân vùng này hầu như ăn xôi hàng ngày với các món ăn khác.
Đây là vùng có khá nhiều cư dân gốc Việt sinh sống.
ở Isan có 20 tỉnh.
1. Amnat Charoen
2. Buriram
3. Chaiyaphum
4. Kalasin
5. Khon Kaen
6. Loei
7. Maha Sarakham
8. Mukdahan
9. Nakhon Phanom
10. Nakhon Ratchasima
11. Nongbua Lamphu
12. Nong Khai
13. Roi Et
14. Sakon Nakhon
15. Sisaket
16. Surin
17. Ubon Ratchathani
18. Udon Thani
19. Yasothon
20. Bueng Kan